# Cres (település)
Cres (olaszul: Cherso) város és község Horvátországban Tengermellék-Hegyvidék megyében. Cres szigetének székhelye és legnagyobb települése. Közigazgatásilag Beli, Dragozetići, Filozići, Grmov, Ivanje, Loznati, Lubenice, Mali Podol, Martinšćica, Merag, Miholašćica, Orlec, Pernat, Porozina, Predošćica, Stanić, Stivan, Sveti Petar, Valun, Važminec, Vidovići, Vodice, Vrana, Zbičina és Zbišina települések tartoznak hozzá.

## Fekvése
A város az azonos nevű szigeten egy tágas és jól védett öböl északi részén fekszik. Ugyanennek a szelektől védett öbölnek a partján a várostól délre épült meg a kikötő. Az öböl bővelkedik a tágas és szép fürdőhelyekben, az első strand a városközponttól csak néhány perces séta. A város fekvése különösen a halászat, a tengerészet és a hajóépítés fejlődését tette lehetővé. A város környéki termékeny földeken olajfákat ültettek és a híres cresi olívaolaj értékesítése minden évben nagy hasznot hozott az itt élőknek. A régi városközpont labirintusként kanyargó szűk utcái, magas házai különleges középkori hangulatot árasztanak. A régi városmag falai egykor védelmi célokat is szolgáltak. A városba csak a három városkapu egyikén lehetett bejutni. Máig fennmaradt az északnyugati védőtorony és a városkapu. A város központjában található tér amint a múltban, úgy ma is a városi élet központja. Itt voltak kifüggesztve a közlemények, itt folytak a megbeszélések, itt kereskedtek és mulattak. A téren még ma is találunk reggelente árusokat akik zöldséget, gyümölcsöt, olívaolajat, mézet és más cresi termékeket árusítanak. A városmag legrégibb része a kikötőtől keletre fekvő Zagrad. Ez az öbölparti városrész annyira alacsonyan fekszik, hogy nagyobb ár esetén rendszeresen elönti a víz.

## Története
Az itt talált kőkorszaki leletek tanúsága szerint a szigeten már a paleolitikum végén, mintegy tizenkétezer évvel ezelőtt megtelepedtek az első emberek. Első ismert lakói az illírek egyik törzse a liburnok voltak, majd az i. e. 1. században a rómaiak foglalták el a szigetet. Ebben az időben keletkezett a sziget több, máig jelentős települése, így maga Cres is. Itt állt a rómaiak Crexa vagy Crepsa nevű erődítménye. A Nyugatrómai Birodalom bukása után az 5. században Cres a következő hat évszázadra Bizánc uralma alá került. A mai horvátok ősei a 7. században érkeztek ide és fokozatosan többségbe kerültek. A 9. század elején Nagy Károly rövid uralma következett, majd újra visszatértek a bizánciak. Amikor 882 körül a független horvát állam megalakult Cres és Osor még mindig Bizáncnak fizetett adót és bár Tomiszláv király idején (910-928) ténylegesen is horvát uralom alá került, Tomiszláv halála után újra a bizánci császár uralkodott a szigeten. 1000. május 9-én Orseolo Ottó velencei dózse partraszállt Osornál és az egész szigetet harc nélkül foglalta el. Ezt követően Velence meggyengült és Cres újra bizánci kézre került, majd a 11. század végén visszatért a horvát uralom. Az önálló Horvát Királyság megszűnésével Cres hamarosan a magyar királyok uralma alá került. A 12. században állandósultak a Velencei Köztársaság és a Magyar Királyság közötti háborúk, melyek következtében a század végére a sziget ismét velencei uralom alá került. A 14. század végén visszafoglalták a magyar seregek, de 1409-ben végleg elfoglalta Velence, melynek ezt követően különleges igazgatási egységét képezte.
A település különösen a középkorban fejlődött jelentősen. 1332-ben városi rangot kapott. A velencei uralom idején 1459-től átvette Osortól a sziget közigazgatási székhelyének szerepét. A régi városmagot négyszög alakban öt toronnyal erősített védőfal övezte, melyet a velencei uralom vége előtt építettek. A falak még a 19. század elején is álltak és a falakon kívül csak két kolostor volt. A városba a tenger felől csak a fő városkapun át lehetett bejutni, melyet a 16. században reneszánsz stílusban építettek át. 1797-ben a napóleoni háborúk egyik következménye a Velencei Köztársaság megszűnése volt. Napóleon bukása után 1813-ban Cres is osztrák kézre került. Ausztria 1822-ben a Kvarner szigeteivel együtt elválasztotta Dalmáciától és Isztriával kapcsolta össze, mely közvetlenül Bécs irányítása alá tartozott. A város védőfalait és tornyait 1823 körül bontották le. A főkaputól balra és jobbra épített házak mind a városfalak vonalában épültek, míg a kaputornyokat lakóházakká építették át. A városfalak egyes részei beépítve máig fennmaradtak és szintén megmaradt az északnyugati hengeres védőtorony a városfal északnyugati részeivel. Cres 1867 és 1918 között az Osztrák–Magyar Monarchia része volt. Az Osztrák-Magyar Monarchia bukását rövid olasz uralom követte, majd a település a Szerb–Horvát–Szlovén Királyság része lett.
A második világháború idején olasz csapatok szállták meg. A háborút követően újra Jugoszláviához került. 1991-ben az önálló horvát állam része lett. 2011-ben a településnek 2281, a községnek összesen 2853 lakosa volt.

## Lakosság
| Lakosság változása | Lakosság változása | Lakosság változása | Lakosság változása | Lakosság változása | Lakosság változása | Lakosság változása | Lakosság változása | Lakosság változása | Lakosság változása | Lakosság változása | Lakosság változása | Lakosság változása | Lakosság változása | Lakosság változása | Lakosság változása |
| ------------------ | ------------------ | ------------------ | ------------------ | ------------------ | ------------------ | ------------------ | ------------------ | ------------------ | ------------------ | ------------------ | ------------------ | ------------------ | ------------------ | ------------------ | ------------------ |
| 1857               | 1869               | 1880               | 1890               | 1900               | 1910               | 1921               | 1931               | 1948               | 1953               | 1961               | 1971               | 1981               | 1991               | 2001               | 2011               |
| 4646               | 4673               | 4570               | 4648               | 4264               | 4064               | 3715               | 3635               | 2472               | 1670               | 1866               | 1823               | 1938               | 2234               | 2333               | 2281               |

## Nevezetességei
- Az egykori városkapuk közül fennmaradt három kapu. A kikötőből nyílik a Szent Miklós (vrata Sv. Mikule) kapu. A tenger felől csak ezen a kapun át lehetett bejutni a városba. A kaput 16. században reneszánsz stílusban építettek át. Egykor a velencei oroszlán díszítette, melyet a Velencei köztársaság megszűnése után levertek. Az egykori városfalak szárazföld felőli déli és északi végéről fennmaradt két 16. századi kapu. A déli oldalom az 1581-ben épített Kis- (Mala vrata) vagy Bragadina-kapu[6] (vrata Bragadina), míg az északi oldalon az 1588-ban épített Marcella-kapu[7] (vrata Marcella), mely annak a velencei nemesnek a nevét viseli aki abban az időben Cres és Osor kormányzója volt.[8]
- A város védelmi rendszerének a maradványa a 15. századi hengeres északnyugati torony, vagy más néven "Velencei torony" (Venecijanska kula),[9] az egyetlen amely a városfal védőtornyai körül fennmaradt.[8]
- Cres legrégibb temploma a 12. században román stílusban épített Szent Izidor (sv. Sidar) templom.[10] Egyhajós épület félköríves apszissal, kívülről faragott motívumokkal. A templom oltárán a szent nagy méretű festett, fából faragott szobra látható a 15. századból. Az oltár mellett két oldalt Jézus Szíve és Szűz Mária a gyermekkel, előbbre Szent Fábián és Szent Sebestyén szobrai láthatók. A templom másik művészeti értéke egy 15. századi táblakép. A templom kapuzata gótikus, a homlokzat felett magasodó kecses római stílusú nyitott harangtorony bájos külsőt kölcsönöz az épületnek. A népi hagyomány szerint ez volt a város első plébániatemploma.[11]
- A Havas Boldogasszony tiszteletére szentelt plébániatemploma[12] a 15. században épült késő gótikus – reneszánsz stílusban. A háromhajós épület harangtornya, mely a templom előtt áll 18. századi. A plébánia épületében a templom 15-18. századi képeit őrzik. Közülük a legértékesebb egy 15. századi Szent Sebestyén szárnyasoltár Alvise Vivarini velencei festőművész alkotása. .[11]
- A főtéren álló, a rakpartot színesítő kecses loggia[13] szintén a 15. századból származik. Ez volt egykor a városi élet központja. Itt voltak kifüggesztve a közlemények, itt folytak a megbeszélések, itt kereskedtek és mulattak. Itt még ma is találunk reggelente árusokat akik zöldséget, gyümölcsöt, olívaolajat, mézet és más cresi termékeket árusítanak.[8]
- A kikötőben található a 15. századi gabonaraktár (fontik) épülete is, melyben szálloda működik. A szálló mögött pedig a velencei gótika stílusában épített Arsan-Petris-palota[14] található. A fényűző palotát Antonio Marcello Petris püspök építtette a 16. század elején abban az időben, amikor Osor helyett Cres lett a sziget közigazgatási székhelye. A hagyomány szerint itt született a híres filozófus Frane Petrić is akinek szobra a palota előtt áll. Ma múzeum működik benne, melynek állandó kiállítása az ősidőktől mutatja be a sziget történetét és mindennapi életét.[15] Ezen kívül a városban még több reneszánsz velencei nemesi palota is áll, köztük a Rodinis,[16] a Moise[17] és a Colombis paloták.[18]
- A Városháza a 16. században épült, udvarában lévő kőtárban láthatók a város kőemlékei. A városházát elhagyva érhető el a városfal két kapuval áttört 200 m hosszú szakasza.
- A városfalakon kívül található a Szent Ferenc templom és kolostor.[19] A kolostor története a 14. század elejéig nyúlik vissza. Az egyhajós, kiváló akusztikájú ferences templom a 15. században épült. Értékesek a 15. századból származó faragott kórusi padjai, a híres cresi ferences szerzetes Antonio Marcella-Petris 16. századi sírköve és a két képekkel ékesített kerengő. Az egyikben sírok és cresi családok sírkövei, a másikban 16. századi kút, melyet a legrégibb ismert cresi városi címer díszít. Itt található a ferences convent négy kiemelkedő elöljárójának bronz mellszobra is. A kolostor múzeumában a 15–18. század között készített képek és szobrok, néprajzi és népzenei gyűjtemény, régi okiratok, liturgikus könyvek, köztük egy 1494-ből való misekönyv található.[20]
- A Szent Péter apostol tiszteletére szentelt bencés apácakolostor[21] a 15. században épült. A kolostor templomában értékes barokk orgona és 17. századi barokk oltárok láthatók. .[11]
- A Szent Mária Magdolna-templom[22] 1402-ben épült egyhajós épület, téglalap alakú apszissal, csúcsíves faragott portállal és az oromfalon álló harangtoronnyal. A templom a város falain kívül, a Szent Ferenc téren áll. Szabálytalanul faragott kőből épült, sarkain nagyobb kőtömbökkel, csúcsíves boltozattal. A templomot a Colombis család pártfogolta. A portál fölötti kis négyzet alakú nyíláson egy nagyon sérült felirat található, amelyen az építés éve olvasható. A belső térben, a hajó, az apszis és a boltozat teljes felületén 15. századi falfestmények maradványai találhatók.
- A Szent Simon-kápolna[23] egy romos, egyhajós kápolna Cres városától északra. A kápolna hasonló a sziget többi román stílusú templomához, de tőlük abban különbözik, hogy hosszúkás alaprajzú és rendkívül mély apszissal rendelkezik. Az elülső fal alapjai csak részben maradtak meg. A hosszanti falak helyenként, a templom keleti felében a tető magasságáig megmaradtak. A legjobb állapotúak az apszis falai, melyek a diadalív tetejéig állnak. A sziget egyik legkorábbi román stílusú kápolnája, melynek építését nagyjából a 12. század végére vagy a 13. század elejére teszik.
- A Szent Jakab-kápolna[24] egy a történelmi központban, a plébániatemplom közelében álló 15. századi egyhajós, apszis nélküli épület, az oromzaton harangtoronnyal. A homlokzatot csúcsíves alakú portál tagolja, amelyet két ablaknyílás szegélyez. A portál felett ívelt ablaknyílás található. Az oromzaton lévő harangdúc egy harangnyílással rendelkezik. A kápolna belsejében megmaradt az eredeti kőburkolat.
- A középkori ispotály mellett álló Szentlélek-kápolna[25] a 15. század második felében épült a legrégebbi nemes cresi nemesi család a Petris magánkápolnája és sírboltjaként. Építésének minősége a szabályos kőtömbök felépítésével és a kiválóan faragott portáljával kiemelkedik a hasonló építmények közül. A portált a rózsaszín és a fehér kövek váltakozása hangsúlyozza és színesíti. A kápolnában megőrizték a Petris és Balbi család címereit, melyek a 15. és 16. századból származnak.
- A középkori ispotály,[26] árvaház és kórház épülete, mely gyengélkedő vagy karantén is volt a tengerészek számára, valószínűleg a 15. században épült, amikor Cres városa átvette a gazdasági és közigazgatási központ szerepét. A déli homlokzaton hegyes boltív alakú gótikus portál és kőből készült konzolok találhatók. Az ispotály reneszánsz kútkávával rendelkezik, melyet harcosok profiljai díszítenek.
- Cres közelében fekszik a Vransko-jezero nevű édesvizű karszttó, melynek feneke 68 méterrel fekszik a tengerszint alatt, és ez táplálja a föld alatti karsztvizeket is.

## Híres emberek
Itt született 1529. április 25-én Frane Petrić (Franciscus Patricius) horvát filozófus, humanista, polihisztor és tanár.

## Galéria
- A belváros látképe
- Cres kikötő
- Öbölparti házak
- Az órás városkapu a főtéren
- A ferences templom és kolostor
- Cres az öböl felől
- Kikötői részlet
- A keleti városkapu
- A Velencei torony
- Szökőkút a főtéren
- Frane Petrić szobra
- Öbölparti sétány